# Cliff Smalls
Clifton Arnold Smalls, connu sous le nom de Cliff Smalls, né le 3 mars 1918 et mort en 2008, est un pianiste, tromboniste et chef d'orchestre américain de jazz, de rhythm and blues et de musique soul,,.

## Biographie
Clifton Arnold Smalls naît le 3 mars 1918 à Charleston, en Caroline du Sud,,.
Enfant, il vit dans un quartier de Charleston connu sous le nom de «Back the Green» et fréquente la Burke High School.

## Formation
Son père, Edward Smalls, charpentier et musicien à Charleston, lui enseigne la musique classique à un jeune âge. C'est avec lui qu'il apprend le piano et le trombone.
Smalls commence à jouer dans un groupe du lycée de sa ville natale de Charleston, The Royal Eight. En 1936, il quitte Charleston pour rejoindre les rangs du groupe de jazz Carolina Cotton Pickers, formation au sein de laquelle débute le trompettiste Cat Anderson,. Il fréquente le Conservatoire de Kansas City tout en jouant avec les Carolina Cotton Pickers,.

## Carrière
À Kansas City, Cliff Smalls est repéré par le pianiste et chef d'orchestre Earl Hines qui l'engage et l'emmène à New York. De 1942 à 1946, il joue avec Hines dans la position de tromboniste mais aussi de pianiste quand le chef dirige son orchestre,,. Cet orchestre est devenu d'autant plus légendaire qu'il ne grave aucun disque à cause d'une longue grève de la Fédération américaine des musiciens (recording ban, 1942–44 musicians' strike).
Smalls devient ensuite en 1948 le directeur musical du chanteur de jazz Billy Eckstine pendant deux ans et effectue un bref passage dans le groupe du saxophoniste Earl Bostic,,.
En 1951, Cliff Smalls subit un grave accident de voiture, dont il met plusieurs années à se rétablir. Plusieurs années plus tard, le chef d'orchestre Earl Bostic conclut un règlement à l'amiable de 14 000 $ dans le cadre de poursuites judiciaires que Cliff Smalls a intentée contre lui pour des blessures subies lors de cet accident.
Lorsqu'il reprend le travail au milieu des années 1950, Smalls continue à jouer du jazz avec le tromboniste Bennie Green, mais il accompagne également le chanteur de rhythm and blues Clyde McPhatter,.
L'auteur-compositeur-interprète de rhythm and blues, de soul et de rock 'n' roll Brook Benton l'utilise comme pianiste et directeur musical pendant plus de sept ans à partir de la fin des années 50. À la même époque, il le directeur musical du chanteur et compositeur de musique rhythm and blues et soul Smokey Robinson,,.
Durant les années 1960, Smalls joue avec Ella Fitzgerald et le Reuben Phillips Big Band,.
La décennie suivante le voit collaborer pendant une dizaine d'années avec le chef d'orchestre de jazz Sy Oliver, dont les tournées lui permettent « de faire connaissance avec le public français qui découvre enfin en lui un pianiste original, swinguant et imaginatif ».
En 1984, il apparaît comme pianiste dans un caméo dans le film Cotton Club de Francis Ford Coppola.

## Discographie

### En tant que leader
- 1978 : Cliff Smalls featuring Oliver Jackson and Leonard Gaskin (label Black and Blue), réédité en 2000 sous le titre Caravan

### En tant que sideman
- 1955 : Hi Yo Silver et Groovin' The Blues (78 rpm), de Bennie Green et son groupe
- 1975 : The Texas Twister, de Buddy Tate
- 1979 : Oliver Jackson Trio featuring Cliff Smalls and Leonard Gaskin (label Black and Blue)